# Neonesidea sitkagi
Neonesidea sitkagi är en kräftdjursart som beskrevs av Brouwers 1990. Neonesidea sitkagi ingår i släktet Neonesidea och familjen Bairdiidae. Inga underarter finns listade i Catalogue of Life.